# Eugène Grand
Eugène Grand (* 20. oder 22. Oktober 1870 in Romont; † 27. März 1937 ebenda) war ein Schweizer Jurist und Politiker.

## Leben

### Familie
Eugène Grand war der Sohn des Juristen Louis Grand und von dessen Ehefrau Marie (* 1844; † 28. Januar 1923 in Romont), der Tochter des Händlers Anselm Stajessi (* 16. November 1871 in Romont; † 21. November 1899 ebenda).
Er war mit Anne Marguerite, der Tochter des Cafetiers Charles Raboud, verheiratet.

### Werdegang
Nach dem Besuch des Kollegiums St. Michael in Freiburg immatrikulierte er sich 1890 zu einem Studium der Rechtswissenschaften an der Universität Innsbruck und später an der Universität Freiburg. Er beendete 1894 sein Studium als Lizentiat und war von 1897 bis zu seinem Tod als Rechtsanwalt in Romont tätig.
Er war Präsident der Verwaltungskommission des Bezirkshospizes von Billens.
1918 folgte er dem verstorbenen Charles de Wuilleret als Verwaltungsrat der Schweizerischen Bundesbahnen.

### Politisches Wirken
Während zwanzig Jahren war Grand Präsident der Katholisch-Konservativen Partei des Kantons Freiburg und der konservativen Fraktion im Grossen Rat. Auf Kantonsebene gehörte er zu den führenden Parlamentariern, so geht auch die Verfassungsrevision von 1921 auf ihn zurück.
Von 1909 bis zu seinem Tod war er im Freiburger Grossen Rat, den er 1913, 1920, 1927 und 1935 präsidierte; vom 1. Dezember 1902 bis zum 2. Dezember 1928 sowie, als Nachfolger des verstorbenen Paul Morard, vom 3. Juni 1930 bis zum 1. Dezember 1935 war er Nationalrat.
1934 setzte er sich für eine Entpolitisierung der Schweizerischen Bundesbahnen ein.